# Nebrioporus bucheti
Nebrioporus bucheti is een keversoort uit de familie waterroofkevers (Dytiscidae). De wetenschappelijke naam van de soort is voor het eerst geldig gepubliceerd in 1898 door Régimbart.